# Marvel Rivals
Marvel Rivals (em chinês:  漫威争锋) é um jogo eletrônico Hero shooter multijogador em terceira pessoa, desenvolvido e publicado pela empresa chinesa NetEase em parceria com a Marvel Games. Foi lançado em dezembro de 2024 nas plataformas Microsoft Windows, PlayStation 5 e Xbox Series X/S. O jogo é gratuito para jogar e com suporte cross-play. O jogo possui um elenco inicial de 33 personagens da Marvel Comics, selecionados pelos jogadores em times de seis contra seis para cumprir objetivos específicos em diferentes mapas baseados nos quadrinhos. Marvel Rivals segue a premissa de um encontro hostil entre o Doutor Destino e sua versão alternativa de 2099, provocando um "Entrelaçado de Fluxos Temporais" e a criação de novos mundos onde heróis e vilões do multiverso se enfrentam para derrotar as variantes do Destino antes que alguma domine os novos mundos.
Marvel Rivals é a terceira colaboração entre a Marvel Comics e a NetEase, com um desenvolvimento focado na experiência individual de cada personagem. O jogo foi revelado em março de 2024 com o anúncio de uma versão alfa aberta para testes, seguida por uma versão beta no final de julho até o início de agosto. Marvel Rivals teve um lançamento estrondoso, atingindo mais de 10 milhões de jogadores em seus primeiros três dias e eventualmente mantendo uma alta contagem de usuários simultâneos. O jogo foi bem elogiado pela crítica, que destacou sua seleção de personagens, apresentação visual, jogabilidade e formas de monetização. Alguns sites e portais reprovaram a falta de inovação do título, apontando que seu sucesso é por conta da marca Marvel, enquanto outros discordaram e ressaltaram os pontos em que ele se diferencia de outros jogos de tiro competitivos.

## Desenvolvimento
O jogo foi desenvolvimento pela NetEase, que previamente trabalhou para a Marvel em outros dois títulos: Marvel Super War (2019) e Marvel Duel (2020). A NetEase Games formou uma equipe especializada em Seattle, dedicada ao design do jogo e de levels, para trabalhar em conjunto com o time principal em Guangzhou. Jay Ong, chefe da Marvel Games, descreveu o jogo como "um dos projetos mais ambiciosos" da empresa. Para se diferenciar de outros jogos similares, Marvel Rivals foi desenvolvido para ser mais acessível, mais rápido e ter um foco maior nas habilidades de cada personagem. A escolha do formato de tiro em terceira pessoa ocorreu logo no início do desenvolvimento. Segundo a equipe de desenvolvedores, esse formato permitiria que todos enxergassem os diferentes poderes e mobilidade de cada personagem, ao mesmo tempo que possibilita combate em diferentes distâncias.
De acordo com o produtor executivo Danny Koo cerca de 75% do elenco jogável base seria composto por heróis e vilões de maior sucesso da Marvel, criando uma proporção de 1 personagem menos conhecido para cada 3 populares. Um dos maiores desafios descritos pelo time foi projetar de forma eficaz as habilidades de personagens focados em combate corpo-a-corpo, como Thor, Hulk e o Homem-Aranha. Os desenvolvedores disseram que dinâmicas de curta distância mal otimizadas resultariam em lutas sem profundidade e uma experiência ruim em equipe. No entanto, eles afirmaram que as vastas capacidades das figuras da Marvel proporcionaram oportunidades para utilização de muitas mecânicas e a criação de um estilo de jogo único em cada personagem.
O time por trás de Marvel Rivals continua dando suporte ao jogo através de atualizações, itens, roupas de personagens, modos de jogo e eventos de temporada.

## Lançamento e Marketing

### Testes
Marvel Rivals ficou aberto ao público em uma versão alfa durante dez dias, de 10 a 20 de maio de 2024. Os jogadores que participaram dos testes podiam coletar recompensas permanentes, transferíveis para o lançamento do jogo. Tais recompensas, que incluíam um traje especial da Feiticeira Escarlate, eram adquiridas através do passe de batalha próprio da alfa. Outros prêmios eram conquistados em torneios ou jogando com os desenvolvedores.
A NetEase recebeu reação negativa durante o teste alfa, quando o streamer norte-americano Brandon Larned criticou a empresa nas redes sociais por incluir uma cláusula de não depreciação no contrato dado aos criadores de conteúdo que tiveram acesso ao teste, impedindo que os comentários dissessem algo negativo sobre o jogo. Após a polêmica, a NetEase pediu desculpas e afirmou que revisaria seu contrato para ser mais amigável aos criadores.
Uma versão beta ficou disponível de 23 de julho a 5 de agosto de 2024 para consoles e PC. Os métodos de acesso envolviam assistir lives em canais parceiros da Twitch, ser convidado por alguém que já estivesse na beta ou receber uma chave pelo site oficial.

### Lançamento
O jogo é gratuito para jogar desde o lançamento. Apesar do anúncio primário de que Marvel Rivals chegaria somente ao Microsoft Windows por meio da Steam e da Epic Games, a NetEase demonstrou interesse em levá-lo para outras plataformas. Durante o evento State of Play da Sony em maio de 2024 foi confirmado que o jogo, bem como seus testes beta, chegaria ao PlayStation 5 e ao Xbox Series X/S. Em novembro foi revelado que Marvel Rivals chegaria com vozes em inglês, japonês e mandarim.
Marvel Rivals foi lançado oficialmente no dia 6 de dezembro de 2024. Desde o primeiro dia era possível adquirir recompensas através de Twitch Drops ao assistir lives de canais parceiros na Twitch. No dia 20 do mesmo mês foi iniciado um evento comemorativo de Natal em que os jogadores utilizam Jeff, o Tubarão Terrestre para colorir o mapa com as cores de sua equipe, similar ao jogo Splatoon.

### Monetização
Os desenvolvedores do jogo se manifestaram a respeito do sistema de monetização, baseando-se na venda de elementos cosméticos que fornecem apenas alterações visuais, como trajes de personagens, banners para o jogador e pinturas em spray. O objetivo da equipe é gerar renda a longo prazo mas sem bônus de estatísticas ou elementos pay to win. Itens podem ser comprados individualmente, com dinheiro ou moedas do jogo, ou em pacotes. Também há o passe de batalha, aqui chamado de Passe de Batalha de Luxo, que fornece itens exclusivos e deslumbrantes. Depois de comprar um Passe de Luxo, o usuário pode continuar a resgatar suas recompensas em temporadas subsequentes se não concluí-lo durante a temporada atual.

### Mídias relacionadas
Marvel Rivals Infinity Comic (2024) é uma HQ digital em série limitada de seis edições, escrita por Paul Allor e desenhada por Luca Claretti. Foi publicada pela Marvel Comics como parte do programa Infinity Comics do seu serviço Marvel Unlimited. Um novo modo inspirado em Marvel Rivals foi adicionado no jogo de mesa Marvel Multiverse Role-Playing Game. Além disso, o personagem Destino 2099 (Doom 2099) foi adicionado como uma skin no battle royale online Fortnite Battle Royale, junto do item Cajado de Galacta. Uma outra parceria com Fortnite garantiu um planador com as cores de Galacta ao jogador que vincular sua conta da Epic Games ao seu perfil de Marvel Rivals e jogar 10 partidas do jogo.

## Jogabilidade
Marvel Rivals é um jogo multiplayer em terceira pessoa de disputas por tiro em equipes 6 contra 6. Os personagens tem ataque básico, habilidades avançadas e uma habilidade suprema. Algumas formações de equipes liberam habilidades extras, por exemplo, o Homem-Aranha e Peni Parker adquirem um novo poder quando acompanhados por Venom. Os personagens são divididos em três classes com funções distintas: vanguardas, que possuem mais vida e assim absorvem mais dano; duelistas, focados em causar dano e eliminar oponentes; e suportes, que oferecem cura ou buffs ao time. O jogo possui cenários interativos e destrutíveis, permitindo que o jogador altere o campo de batalha a seu favor. O combate acontece em mapas baseados em localizações das HQs da Marvel, como Tóquio 2099 e Wakanda. Marvel Rivals possui cinco modos de jogo:
- Dominação: uma equipe tenta capturar um ponto de controle e mantê-lo até a vitória.
- Comboio: usuários precisam escoltar um comboio móvel enquanto a outra equipe tenta parar o seu progresso.
- Convergência: semelhante ao anterior, porém o comboio apenas será enviado após a captura de um ponto de controle.
- Conquista: modo de mata-mata entre dois times, em que eliminar um oponente libera pontos no chão para coletar. O time com mais pontos no final do tempo ou que completar 50 pontos primeiro vence.
- Jogo do Destino: combate cada um por si entre doze jogadores. Os seis primeiros a fazerem 16 eliminações vencem, ou os seis que estiverem com a pontuação mais alta quando o tempo acabar.

Os diferentes modos podem ser jogados em dois tipos de partidas. No "Competitivo" são múltiplas rodadas em que vitórias e derrotas contam para o ranking do usuário. Já a "Partida Rápida" não afeta o placar do jogador e termina em menos tempo, tendo somente Dominação como único modo com mais de uma rodada. Ainda é possível acessar o Campo de Treinamento para experimentar cada herói ou vilão.

### Personagens jogáveis
Guangyun Chen afirmou que ele e seu time queriam um elenco que variasse entre personagens famosos e menos conhecidos. Ele buscou o passado e a personalidade de cada personagem da Marvel para depois projetar seu design e criar sua jogabilidade, desenvolvendo mecânicas que refletem as habilidades e poderes de cada um e respeitam sua origem quadrinesca. Em seu lançamento, no dia 6 de dezembro de 2024, o jogo estreou com 33 personagens jogáveis. Duas versões do Doutor Destino aparecem como causadoras dos eventos do jogo enquanto Galacta é a narradora. A primeira temporada do jogo foi marcada pela chegada do Quarteto Fantástico. Já a segunda com a chegada de Emma Frost e Ultron. A terceira temporada contará com a entrada em jogo de Fênix e Blade.
| Vanguardas | Duelistas | Estrategistas |
| --- | --- | --- |
| - Capitão América - Coisa - Doutor Estranho - Emma Frost - Groot - Hulk - Magneto - Peni Parker - Thor - Venom | - Blade - Cavaleiro da Lua - Feiticeira Escarlate - Fênix - Garota Esquilo - Gavião Arqueiro - Hela - Homem-Aranha - Homem de Ferro - Justiceiro - Magia - Namor - Pantera Negra - Psylocke - Punho de Ferro - Senhor das Estrelas - Senhor Fantástico - Soldado Invernal - Tempestade - Tocha Humana - Viúva Negra - Wolverine | - Adam Warlock - Jeff, o Tubarão Terrestre - Loki - Luna Snow - Mantis - Manto e Adaga - Mulher Invisível - Rocket Raccoon - Ultron |

## Recepção
De acordo com o agregador de críticas Metacritic, Marvel Rivals recebeu avaliações positivas em todas as plataformas tanto dos críticos quanto dos jogadores. O jogo foi elogiado por sua diversão, desempenho e polimento, mas também criticado por suas muitas similaridades com outros jogos do gênero e falta de inovação. Foi particularmente comparado, de formas negativas e positivas, com Overwatch, o título mais popular dentre os hero shooter. Também foi contraposto com Concord, outro hero shooter lançado no mesmo ano porém com um desempenho comercial e receptivo muito menor. Um diretor de Marvel Rivals, Thaddeus Sasser, comparou o sucesso do jogo com o fracasso comercial Concord, atribuindo o baixo desempenho deste ao fato de não fornecer um valor único para convencer o usuário a trocar de jogo de serviço. Além disso, as ideias próprias do jogo, como cenários destrutíveis e habilidades colaborativas na equipe, foram bastante apreciadas.
Um ponto em que o jogo foi amplamente aclamado é o seu design visual. O estilo de arte usado em Marvel Rivals foi descrito como "principal cartão de visitas a sua apresentação visual", com decisões de ilustrações, animações, cenários e modelos tridimensionais refletindo o orçamento do jogo. A abordagem de uma estética em anime foi elogiada como uma maneira de adaptar os clássicos personagens em novos designs únicos. Outro aspecto relacionado que agradou o público foram as diferentes skins cosméticas e o fato de algumas já estarem disponíveis gratuitamente no início do jogo. A monetização em Marvel Rivals através de um passe de batalha também teve uma boa recepção por utilizar um passe que permanece entre temporadas ao invés de expirar, como é de costume em jogos de serviço. Essa iniciativa foi bem aceita por sua flexibilidade e incentivo à participação ativa dentro do jogo sem que o jogador tenha receio de perder novas recompensas.
O jogo teve um excelente lançamento, alcançando 10 milhões de jogadores mundialmente nas suas primeiras 72 horas. Obteve mais de 440.000 jogadores simultâneos na loja digital Steam em sua estreia. Ademais, atingiu a marca de 20 milhões de jogadores ao longo de dez dias. Em fevereiro de 2025 bateu a marca de 40 milhões de jogadores.

### Premiações
O jogo foi nomeado pela Academia de Artes & Ciências Interativas como "Jogo Online do Ano" na 28ª edição do prêmio D.I.C.E. Awards.